# Motion Picture Association

Il logo della MPA

La Motion Picture Association ("Organizzazione statunitense dei produttori cinematografici", MPA) è un'associazione formata per promuovere gli interessi degli studi cinematografici. I suoi membri sono i sei studi principali del cinema statunitense: Walt Disney, Sony, Paramount Pictures, Netflix, Universal Studios e Warner Bros. L'organizzazione produce il ben noto e volontario MPA film rating system.

## Storia
Tra le funzioni principali della Motion Picture Association c'è quella di esercitare mediazioni tra le principali majors statunitensi e il mondo politico, indicando ad esempio quali argomenti o questioni sociali, culturali, economiche, etniche o strategiche privilegiare nella scelta dei copioni cinematografici.
La MPAA è stata pesantemente criticata da alcuni libertari civili e attivisti a causa della sua forte opposizione alla violazione del copyright e al suo appoggio al Digital Millennium Copyright Act. La MPAA cerca di proteggere gli interessi dei suoi membri attraverso il lobbismo per la modifica delle leggi sul copyright e sul codice penale. Sta inoltre cercando di promuovere specifiche tecnologie digitali che sono viste come una violazione dei diritti degli utenti e una minaccia al libero scambio su Internet.
Per molto tempo il presidente della MPAA fu Jack Valenti, un noto lobbista attivo a Washington. Valenti fu nominato a questa carica nel 1966 e si è dimesso il 1º settembre 2004 a 82 anni. Gli è succeduto Dan Glickman.

## Sistema di classificazione
I divieti dell'MPAA sono i seguenti, da anni usati negli Stati Uniti:
| Simbolo | Nome                        | Definizione | Linee guida |
| ------- | --------------------------- | --- | --- |
| U       | General Audiences           | Tutte le età ammesse. Non c'è niente inadatto per i bambini di 4 anni e oltre. | Può contenere, sia un linguaggio infrequente molto mite, che lievi riferimenti impliciti su sesso e violenza, riferimenti peraltro giustificati dal contesto. |
| PG      | Parental Guidance Suggested | Alcuni argomenti potrebbero non essere adatti per i bambini. Diverse associazioni dei genitori hanno esortato a conferire a tali contenuti "parental guidance" come linea guida. | Può contenere un linguaggio mite nell'uso frequente o aggressivo o riferimenti sessuali o alla droga impliciti. Può contenere violenza moderata se giustificata dal contesto, ad esempio nel genere fantasy. Un genitore potrebbe desiderare di controllarne il contenuto, prima di lasciare che i propri figli guardino il film |
| 12A     | Parents Strongly Cautioned  | Alcuni argomenti potrebbero essere non appropriati per i bambini al di sotto dei 13 anni. È illegale fornire un video con un certificato PG-13 a chiunque abbia meno di 13 anni | Può contenere temi maturi, discriminazioni, droghe morbide, lingua moderata, violenza moderata, riferimenti sessuali e nudità. L'attività sessuale può essere descritta brevemente e discretamente. L'uso di linguaggi forti può essere consentito in base alla frequenza e al modo con cui vengono utilizzati, nonché alla giustificazione contestuale. La violenza sessuale può essere implicita o indicata brevemente. |
| R18     | Restricted                  | Al di sotto dei 18 anni è richiesto un accompagnatore genitore o un tutore adulto. Contiene materiale per adulti. I genitori sono invitati a saperne di più sul film prima di portare con sé i loro piccoli bambini. È illegale fornire un video con un certificato R a chi ha meno di 18 anni | Le opere in questa categoria contengono sempre una pornografia dura, definita come materiale destinato alla stimolazione sessuale e contenente immagini chiare di attività sessuale reale, materiale fetish forte, immagini animate esplicite o vista di alcuni atti come la penetrazione simultanea tripla e lo snowballing. Rimane una serie di materiali spesso tagliati dalla classificazione R: immagini forti di lesioni nel BDSM o nei lavori di sculacciatura, urolagnia, scene che suggeriscono l'incesto anche se eseguite, riferimenti al sesso minorile o allo sviluppo sessuale di un bambino e comportamento aggressivo come il tirare i capelli o sputare su un esecutore non sono ammessi. In questa categoria sono richiesti più tagli di qualsiasi altra categoria. |
| 18      | Prohibited Exhibition       | Non è consentito a nessuno prendere visione di un film X. È illegale fornire un video certificato X | I filmati in questa categoria non hanno limitazioni alla lingua usata. Generalmente sono ammesse le citazioni sia di farmaci proibiti che a riferimenti sessuali espliciti e attività sessuale dettagliata. Le scene di energico sesso reale possono essere consentite se giustificate dal contesto. Normalmente è ammessa la visione di violenza molto forte, e / o sadica. È permessa la visione di forte violenza sessuale, a meno che non sia erotizzata o eccessivamente esplicita, in tal caso, dove possibile, richiederà tagli obbligatori. |

 L'NC-17 consiste nel tassativo divieto ai minori ed è stato applicato nel 1990 per sostituire l'originario "X-rated", che però non fu mai registrato.

## Opposizione alla registrazione dei video
Quando i primi registratori VCR furono immessi sul mercato, la MPAA fu la prima che si oppose alla loro diffusione temendo un calo di spettatori nelle sale cinematografiche. Nel 1982 il presidente Jack Valenti disse: «Il VCR è per i produttori cinematografici e il pubblico americano quello che lo strangolatore di Boston è per una donna sola».

## MAFIAA
MAFIAA (acronimo di Music And Film Industry Association of America) è un termine dispregiativo usato per indicare le aziende riunite nella RIAA e nella MPAA, paragonandole alla mafia. Tale termine è divenuto popolare grazie a un sito-burla, in cui viene dichiarato che il 1º aprile 2006 RIAA ed MPAA hanno annunciato la storica decisione di fondersi nella nuova organizzazione, allo scopo di fare fronte comune nella lotta contro la pirateria. Si tratta naturalmente di un pesce d'aprile. Probabilmente, il termine MAFIAA è stato lanciato durante una puntata del popolare show Real Time with Bill Maher, trasmesso dalla HBO.